# Urme pe zăpadă (film din 1955)
Urme pe zăpadă (titlul original: în rusă Следы на снегу, transliterat: Sledî na snegu) este un film de aventuri sovietic, realizat în 1955 de regizorul Adolf Bergunker, după povestirea omonimă a scriitorului Gheorghi Brianțev, protagoniști fiind actorii Vladimir Krasnopolski, Vladimir Gusev, Evghenia Ten și Piotr Reșetnikov. 

## Rezumat
Au trecut câțiva ani de la terminarea celui de-al doilea război mondial. Din străinătate, sosește un mesaj cifrat scris cu cerneală simpatică, tocmai pe creștetul capului mesagerului, ras în cap.
Vânătorul iakut Bîkadîrov descoperă împreună cu câinele său, urme misterioase în taiga, care duc în sat, unde tocmai a fost ucis șeful unei expediții geologice și s-au sustras documente importante. Ofițerul Șelestov din securitatea statului, vine de la Moscova pentru a investiga crima...

## Distribuție
- Vladimir Krasnopolski – Roman Șelestov, maior
- Vladimir Gusev – locotenentul Grigori Petrenko, Grișa
- Evghenia Ten – Nadejda Everstova, transmisionista radio
- Piotr Reșetnikov – Innokenti Bîkadîrov, vânătorul bătrân
- Konstantin Adașevski – Iacov Vinokurov, șeful expediției
- Oleg Jakov – Vasili Beloliubski, un spion
- Mihail Medvedev – Ivan Șaraborin, un criminal evadat
- Sodnom Budajapov – Ociurov
- M. Ghermoghenova – soția lui Ociurov
- Gheortghi Gumilevski – Pahomîci, paznicul din sat
- Zana Zanoni – Zinaida Zamiatina, o angajată
- Boris Lioskin – Vasin, instalator
- Ants Escola – diversionistul din avion
- Boris Iliasov – pilotul (nemenționat)
- Aleksandr Borisov – colonelul Grohotov (nemenționat)

## Lansare
A fost lansat în anul 1955 și a avut parte de mare succes comercial, fiind vizionat de 28,8 milioane de spectatori în cinematografele din Uniunea Sovietică.